# Program Artemis
Artemis je program svemirskih letova s posadom koji vodi NASA, s ciljem prvog slijetanja na Mjesečev južni pol do 2024. godine. Ako bude uspješan, program će izvesti prvu misiju slijetanja na Mjesec s posadom od Apolla 17, posljednje misije s posadom programa Apollo iz prosinca 1972. godine. Očekuje se da će program biti multinacionalna suradnja vladinih svemirskih agencija i privatnih kompanija za svemirske letove.
Program Artemis započeo je u prosincu 2017. kao dio uzastopnih napora da se revitalizira američki svemirski program. Kratkoročni cilj programa je slijetanje prve žene i prve nebijele osobe na Mjesec, srednjoročni ciljevi uključuju uspostavljanje međunarodnog ekspedicijskog tima i održivu ljudsku prisutnost na Mjesecu. Dugoročni ciljevi su polaganje temelja za vađenje lunarnih resursa, a na kraju i stvaranje izvedivih misija s posadom na Mars i dalje. Program Artemis uglavnom provode NASA i američki izvođači komercijalnih svemirskih letova, u partnerstvu s Europskom svemirskom agencijom i svemirskim agencijama drugih država. Ostale zemlje pozvane su da se pridruže programu potpisivanjem sporazuma Artemis.

## Pregled
Program Artemis organiziran je oko niza misija rakete-nosača Space Launch System (SLS). Planirano je da se misije odvijaju u intervalima od godinu dana ili više. NASA i njezini partneri planirali su misije od Artemis I do Artemis V, predložene su i naknadne misije. Misija SLS-a usredotočena je na lansiranje SLS-a koji nosi svemirsku letjelicu Orion. Misije nakon Artemis I ovisit će o misijama podrške koje pokrenu druge organizacije i svemirskim letjelicama za funkcije podrške.

### Misije SLS-a
Artemis I (2022.) bit će test bez posade SLS-a i Oriona i prvi je testni let za obje letjelice. Cilj misije Artemis I bit će postaviti Orion u lunarnu orbitu, a zatim ga vratiti na Zemlju. SLS će koristiti drugi stupanj propulzora ICPS, koji će izvršiti translunarno izbacivanje kako bi Orion poslao k Mjesecu. Orion će zakočiti u retrogradnu daleku lunarnu orbitu i u njoj ostati oko šest dana prije nego što se vrati natrag prema Zemlji. Kapsula Orion odvojit će se od svog servisnog modula, ponovno ući u atmosferu radi aerokočenja i spustiti se padobranom. Artemis 1 prvotno je bio planiran za kasnu 2021. godinu, ali je lansiranje izvedeno tek 16. studenog 2022.
Artemis II (2024.) bit će prvi probni let s posadom SLS-a i svemirske letjelice Orion. Četiri člana posade izvršit će detaljna testiranja u Zemljinoj orbiti, a Orion će zatim krenuti na putanju oko Mjeseca, koja će vratiti Orion natrag na Zemlju za ponovni ulazak i spuštanje. Lansiranje je predviđeno poslije svibnja 2024. 
Artemis III (2025.) bit će slijetanje na Mjesec s posadom. Misija ovisi o misiji podrške za postavljanje ljudskog sustava za slijetanje (HLS) u orbitu Mjeseca prije lansiranja SLS/Oriona. Nakon što HLS stigne do Mjeseca, SLS/Orion će poslati svemirsku letjelicu Orion s četveročlanom posadom, koja bi trebala uključivati prvu ženu i nebijelu osobu koja je sletjela na Mjesec, na pristajanje s HLS-om. Dva astronauta će se prebaciti u HLS, koji će se spustiti na površinu Mjeseca i provesti oko 6,5 dana na površini. Astronauti će izvesti najmanje dva izlaska na površini prije nego što se HLS izdigne kako bi ih vratio na mjesto susreta s Orionom. Orion će vratiti četiri astronauta na Zemlju. Lansiranje nije predviđeno prije 2025. 
Artemis IV (2027.) misija je s posadom do stanice Lunar Gateway u orbiti Mjeseca, koristeći SLS-ob blok 1B. Prethodna misija podrške dostavit će prva dva modula. Dodatna snaga bloka 1B omogućit će SLS/Orionu isporuku modula pristupnika I-HAB za spajanje na stanicu. Lansiranje je predviđeno najkasnije 2027.

## Lansirna vozila
Iako su Delta IV Heavy i Falcon Heavy razmatrani za lansiranje Oriona s posadom, agencija NASA je naposljetku 2019. odlučila koristiti samo SLS za lansiranje astronauta. 

### Svemirski lansirni sustav
Svemirski lansirni sustav (SLS) potrošno je lansirno vozilo za super teške terete Sjedinjenih Američkih Država koje je u razvoju od 2011. godine. SLS je glavno lansirno vozilo lunarnog programa Artemis. Američki Kongres zahtijeva od NASA-e da koristi SLS Block 1, koji će biti dovoljno snažan da podigne teret od 95 tona u nisku Zemljinu orbitu (LEO), i lansirat će Artemis 1, 2 i 3. Počevši od 2027., Blok 1B trebao bi debitirati s gornjim stupnjem za istraživanja (Exploration Upper Stage, EUS) i lansirati Artemis 4 do 7. Počevši od 2029., Blok 2 planira zamijeniti početne pojačivače izvedene iz Shuttlea naprednim pojačivačima i imao bi LEO sposobnost veću od 130 tona, opet prema zahtjevima Kongresa. Blok 2 namijenjen je za omogućavanje lansiranja na Mars s posadom. SLS će lansirati svemirsku letjelicu Orion i koristiti mogućnosti zemaljskih operacija i lansirnih postrojenja u NASA-inom svemirskom centru Kennedy na Floridi .

## Svemirske letjelice

### Orion
Orion je klasa svemirskih letjelica koje se djelomično mogu ponovno koristiti i koje će se koristiti u programu Artemis. Svemirska letjelica sastoji se od svemirske kapsule Crew Module (CM) koju je dizajnirao Lockheed Martin i European Service Module (ESM) koju proizvodi Airbus Defence and Space. Sposoban za podršku šestočlanoj posadi izvan niske Zemljine orbite, Orion je opremljen solarnim pločama, automatiziranim sustavom pristajanja i staklenim sučeljima kokpita po uzoru na ona korištena u Boeingu 787 Dreamliner. Ima jedan motor AJ10 za primarni pogon te sekundarne motore koji uključuju motore sustava kontrole reakcije. Iako je dizajniran da bude kompatibilan s drugim lansirnim vozilima, Orion je prvenstveno namijenjen za lansiranje na vrhu rakete SLS, sa sustavom za bijeg u tornju za lansiranje.

### Gateway
NASA-in Gateway je mini-svemirska stanica u Mjesečevoj orbiti koja je u razvoju i namijenjena je da služi kao komunikacijsko čvorište na solarno napajanje, znanstveni laboratorij, modul za kratkotrajno stanovanje i prostor za zadržavanje rovera i drugih robota. Projekt vodi NASA, no Gateway bi trebao biti razvijen, servisiran i korišten u suradnji s komercijalnim i međunarodnim partnerima: Kanada (Kanadska svemirska agencija) (CSA), Europa (Europska svemirska agencija) (ESA) i Japan (JAXA).
Razvoj komponente Power and Propulsion Element (PPE, Komponenta za pogon i napajanje) započet je u Jet Propulsion Laboratory tijekom sada otkazane Asteroid Redirect Mission misije(ARM). Izvorni koncept bio je robotizirana solarna električna svemirska letjelica visokih performansi koja bi dohvatila višetonsku gromadu s asteroida i donijela je u lunarnu orbitu radi proučavanja. Kada je ARM otkazan, solarni električni pogon prenamijenjen je za Gateway. On će omogućiti pristup cijeloj mjesečevoj površini i djelovati kao svemirski tegljač za posjećujuće letjelice. Također će služiti kao zapovjedni i komunikacijski centar Gatewaya. Predviđeno je da PPE ima masu 8 – 9 tona i sposobnost generiranja 50 kW solarne električne energije za svoje ionske potisnike, koja se može nadopuniti kemijskom propulzijom.
Habitation and Logistics Outpost (HALO), koji se naziva i Minimal Habitation Module (MHM) i ranije poznat kao Utilization Module, izgradit će Northrop Grumman Innovation Systems (NGIS). Raketa Falcon Heavy lansirat će PPE zajedno s HALO-om u studenom 2024. godine. HALO se temelji na Cygnusovom Cargo modulu za opskrbu kojemu će izvana biti dodani radijalni priključci, radijatori montirani na tijelo (BMRs), baterije i komunikacijske antene. HALO će biti smanjeni modul za stanovanje, ali će sadržavati funkcionalni volumen pod tlakom koji će pružati dovoljne mogućnosti upravljanja, kontrole i rukovanja podacima, skladištenje energije i distribuciju energije, toplinsku kontrolu, komunikaciju i mogućnosti praćenja, dvije aksijalne i do dva radijalna priključna priključka, prostor za skladištenje, kontrolu okoliša i sustave za održavanje života za povećanje kapaciteta svemirske letjelice Orion i podršku četveročlanoj posadi najmanje 30 dana. 

### Sustav za ljudsko slijetanje
Human Landing System (HLS) kritična je komponenta misije Artemis. Ovaj sustav prevozi posadu iz Mjesečeve orbite (Gateway ili svemirska letjelica Orion) na Mjesečevu površinu, djeluje kao lunarno stanište, a zatim transportira posadu natrag u Mjesečevu orbitu.

#### Povijest razvoja
NASA je odlučila da HLS dizajniraju i razviju komercijalni dobavljači. NASA je pozvala na dostavu prijedloga i pet dobavljača je odgovorilo. U travnju 2020. NASA je dodijelila tri konkurentska ugovora o dizajnu, a u travnju 2021. NASA je odabrala Starship HLS za nastavak razvoja i proizvodnje.

#### Starship HLS
Starship Human Landing System (HLS) bio je pobjednik kojeg je NASA odabrala za potencijalnu upotrebu za dugotrajna lunarna slijetanja s posadom u sklopu NASA-inog programa Artemis.
Starship HLS varijanta je SpaceX-ove svemirske letjelice Starship optimizirane za rad na Mjesecu i oko njega. Za razliku od svemirske letjelice Starship iz koje potječe, Starship HLS nikada neće ponovno ući u atmosferu, tako da nema toplinski štit ili površine za kontrolu leta. Cijela svemirska letjelica će sletjeti na Mjesec i zatim će lansirati s Mjeseca. Kao i druge varijante Starshipa, Starship HLS ima Raptor motore postavljene na repu kao primarni pogonski sustav. Međutim, kada je unutar "desetaka metara" od Mjesečeve površine tijekom spuštanja i lansiranja, koristit će meth/ox RCS potisnike velikog potiska smještene u sredini tijela umjesto Raptora kako bi se izbjeglo podizanje prašine. Solarna ploča smještena na nosu osigurava električnu energiju. Elon Musk izjavio je da bi Starship HLS mogao isporučiti "potencijalno do 200 tona" na površinu Mjeseca.
Starship HLS bi bio lansiran u Zemljinu orbitu koristeći SpaceX Super Heavy booster, i koristio bi seriju svemirskih letjelica cisterni za punjenje goriva u Zemljinoj orbiti za lunarni tranzit i operacije slijetanja na Mjesec. HLS tada bi se pogurao do Mjesečeve orbite radi susreta s Orionom. U konceptu misije, NASA-ina svemirska letjelica Orion nosila bi NASA-inu posadu do lendera odakle bi poletjeli i spustili se na površinu Mjeseca. Nakon operacija na Mjesečevoj površini, Starship HLS bi poletio s Mjesečeve površine djelujući kao SSTO (single-stage-to-orbit) vozilo i vratio bi posadu na Orion.

### Planirane misije
Od prosinca 2020. sve misije Artemis s posadom bit će lansirane na SLS-u iz lansirnog kompleksa 39B svemirskog centra Kennedy. Trenutačni planovi zahtijevaju da se neki prateći hardver lansira na drugim vozilima i s drugih lansirnih rampi.
| Misija      | Logo | Datum lansiranja   | Lansirno vozilo     | Trajanje | Cilj |
| ----------- | ---- | ------------------ | ------------------- | -------- | --- |
| Artemis I   |      | 16.studenoga 2022. | Posada SLS bloka 1  | 25 dana  | Lunarna orbita i povratak bez posade                                                                            |
| Artemis II  |      | svibanj 2024       | Posada SLS bloka 1  | ≈10 dana | Lunarni prelet s 4 osobe                                                                                        |
| Artemis III |      | 2025               | Posada SLS bloka 1  | ≈30 dana | Mjesečeva orbita s 4 osobe sa slijetanjem na Mjesec s 2 osobe                                                   |
| Artemis IV  |      | 2027               | Posada SLS Block 1B | ≈30 dana | Mjesečeva orbita s 4 osobe i isporuka modula I-HAB na Lunar Gateway                                             |
| Artemis V   |      | 2028               | Posada SLS Block 1B | ≈30 dana | Slijetanje na Mjesec s lunarnim terenskim vozilom i isporuka modula ESPRIT za punjenje gorivom do Lunar Gateway |
| Artemis VI  |      | 2028               | Posada SLS Block 1B | ≈30 dana | Slijetanje na Mjesec s isporukom modula Gateway Airlock                                                         |